# Cresphontès (Euripide)
Pour les articles homonymes, voir Cresphontès (homonymie).
Cresphontès ou Cresphonte (en grec ancien Κρεσφόντης / Kresphóntês) est une tragédie grecque d'Euripide. Jouée en 425 av. J.-C., ou après 421 av. J.-C. selon John E. Thorburn, elle ne nous est parvenue que par fragments.

## Fragments et mentions littéraires
Il reste 150 vers de la pièce. L'un d'eux est cité dans l′Axiochos du pseudo-Platon : « Plaignons le nouveau-né des maux dans lesquels il va entrer ». Dans sa Poétique, Aristote loue, pour son efficacité, la scène où Mérope, ignorant qu'Æpytos est son fils, s'apprête à le tuer d'un coup de hache, mais le reconnaît à temps ; Plutarque signale lui aussi le pouvoir émotif de cette scène et nous apprend que le public angoissé se levait, dans sa peur que le vieillard dont la révélation doit provoquer l’anagnorismos n'arrive pas assez tôt pour empêcher le meurtre. Aristote, dans son Éthique à Nicomaque,, écrit qu'il arrive que comme Mérope, on prenne son fils pour son ennemi.
L’intrigue a été reconstituée à partir de la fable CXXXVII d'Hygin et d'un papyrus d'Oxyrhynque (P. Oxy. 2458). Plutarque cite sept mots de la pièce dans Sur la consommation de viande, et trois vers entiers dans sa Consolation à Apollonios.
Le sujet inspira à Voltaire sa tragédie Mérope (1743).

## Personnages attestés
- Mérope : épouse de Cresphontès (père)
- Cresphontès (père) : roi de Messénie, Héraclide, détrôné par Polyphontès
- Polyphontès : Héraclide également, usurpateur du pouvoir
- Cresphontès (fils) alias Æpytos : fils du roi
- Un vieil esclave, qui reconnaît Cresphontès-Æpytos

## Cadre
La pièce se passe au palais de Cresphontès à Stényklèros (en Messénie).

## Résumé
On considère que la pièce parle du retour en Messénie d'Æpytos, et de sa vengeance contre l’Héraclide Polyphontès, meurtrier de son père et second époux de Mérope, sa mère. Cresphontès-Æpytos se fait passer pour son assassin auprès du roi Polyphontès, et est accueilli à la cour afin de recevoir la récompense promise au meurtrier de la descendance de Mérope et son époux. Sans reconnaître son fils, qui se fait passer pour son propre meurtrier dans un premier temps, Mérope veut tuer Cresphontès-Æpytos, mais au dernier moment s'en abstient car elle reconnaît en lui son enfant, présumé mort,.